# Michel Tétu
Cet article concerne l'ingénieur automobile. Pour le romaniste, voir Michel Tétu (romaniste).
 (août 2013).
Si vous disposez d'ouvrages ou d'articles de référence ou si vous connaissez des sites web de qualité traitant du thème abordé ici, merci de compléter l'article en donnant les références utiles à sa vérifiabilité et en les liant à la section « Notes et références ».
Michel Tétu, né le 6 août 1941 à Châteauroux, est un ingénieur français, diplômé de l’École supérieure des techniques aéronautiques et de construction automobile (ESTACA), concepteur de diverses voitures de course dont des monoplaces de Formule 1.

## Biographie
Après cinq années avec Charles Deutsch chez CD, la première voiture conçue par Michel Tétu chez Ligier en 1969 est la JS1. Puis il conçoit la Ligier JS2, un coupé sportif construit en petite série, et la barquette JS3.
Il rejoint, en 1972, la structure Autodelta d'Alfa Romeo. Il travaille, entre autres, sur les prototypes Tipo 33, qui remportent le Championnat du monde des voitures de sport en 1975.
En 1976, Tétu revient en France chez Renault à Dieppe, puis en 1978 dans l'écurie Renault Sport de Formule 1. Il conçoit la RS10 qui, conduite par les pilotes français Jean-Pierre Jabouille et René Arnoux, est la première monoplace de Formule 1 à moteur turbocompressé à remporter un Grand Prix. Elle sera suivie par d'autres Renault F1 (RE20 à RE50) jusqu'en 1984.
En 1985, Michel Tétu retourne chez Ligier ; à la suite de l'échec de sa voiture en 1988, il quitte Ligier pour l'écurie française Larrousse, jusqu'à sa disparition fin 1994. Sa troisième collaboration avec Ligier le voit travailler sur les voiturettes sans permis conçues et commercialisées par la marque. 

## Voitures de Formule 1 conçues

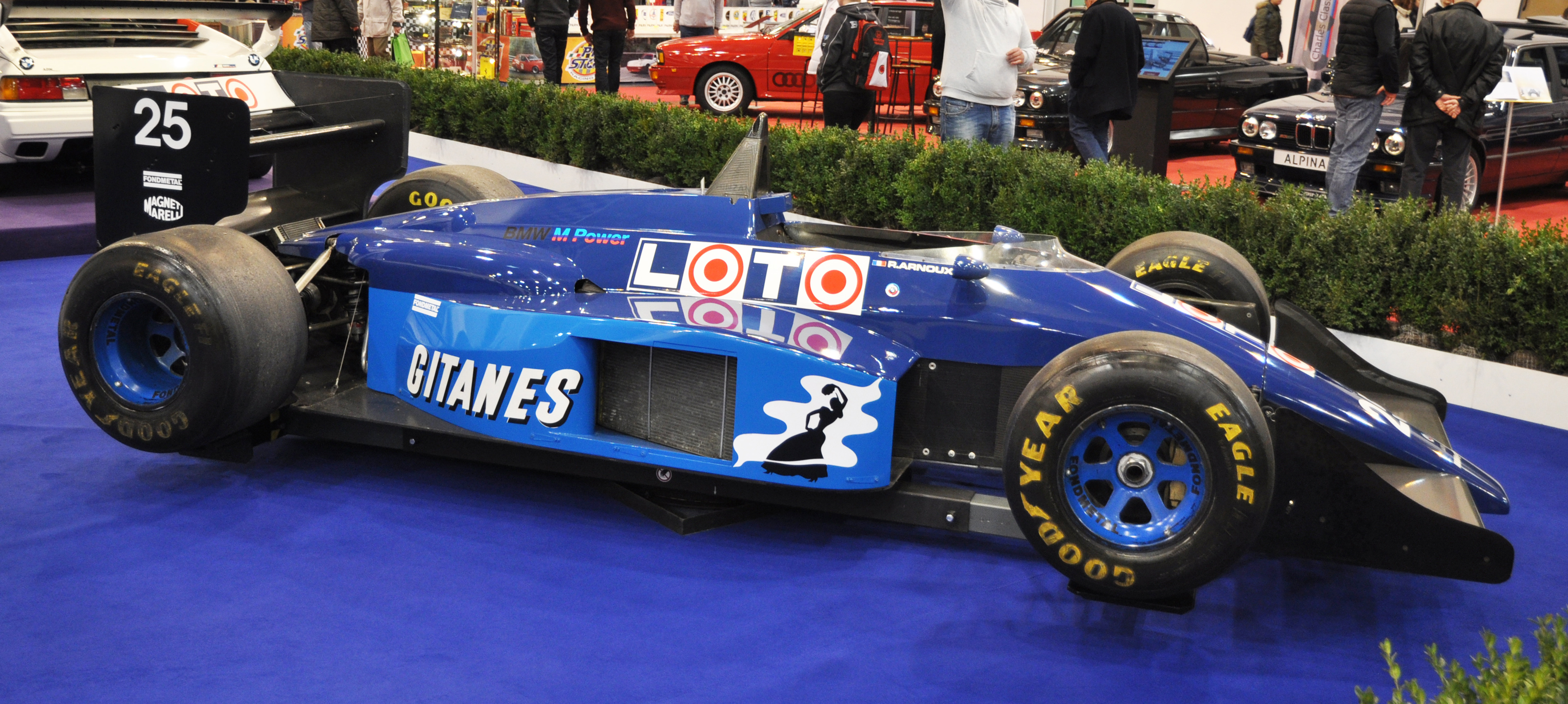
La Ligier JS29 exposée à l'Essen Motor Show 2015.

- Renault RS10
- Renault RE20
- Renault RE20B
- Renault RE30
- Renault RE30B
- Renault RE30C
- Renault RE40
- Renault RE50
- Ligier JS27
- Ligier JS29
- Ligier JS29B
- Ligier JS29C
- Ligier JS31[1]
- Venturi Larrousse LC92
- Larrousse LH93
- Larrousse LH94